# Porta bronzea
La Porta bronzea è un'antica porta di bronzo eseguita da Guglielmo Monaco nel XV secolo ed esposta presso l'ingresso del Maschio Angioino di Napoli.

## Storia e descrizione
L'opera fu commissionata da Ferrante d'Aragona per rimembrare la vittoria avvenuta pochi anni prima su Giovanni d'Angiò ed i baroni ribelli. Questa porta, decorata con motivi rinascimentali, narra tre eventi cardine della stessa guerra attraverso i sei quadranti che la costituiscono (due per ogni evento), illustrati da distici latini.
La disposizione dei quadranti, stranamente, non segue la scansione temporale degli eventi, il che influisce sulla corretta lettura delle diverse scene, che viste dall'alto verso il basso, procedendo in orizzontale dal battente destro a quello sinistro, rispettano quest'ordine:
- Il primo quadrante mostra l'incontro tra re Ferrante e Marino Marzano alla Torricella, nei pressi di Teano, avvenuto il 29 maggio 1460: "PRINCEPS CVM IACOBO CVM DIOFEBO QVEM DOLOSE/ VT REGEM PERMANT COLLOQVIVM SIMVLANT"[2];
- Il secondo quadrante raffigura re Ferrante che vanifica l'agguato tesogli alla Torricella: "HOS REX MARTIPOTENS ANIMOSIOR HECTORE CLARO/ SENSIT VT INSIDIAS ENSE MICANTE FVGAT"[3]
- Il terzo quadrante rappresenta la presa di Troia, che si arrese il 21 agosto del 1462: "TROIA DEDIT NOSTRO REQVIEM FINEMQ(VE) LABORI/ IN QVA HOSTEM FVDI FORTITER AC PEPVLI"[4];
- Il quarto quadrante illustra la battaglia di Troia sulle rive del torrente Sannoro, combattuta il 18 agosto del 1462: "HOSTEM TROIANIS FERNANDVS VICIT IN ARVIS/ SICVT POMPEVM CESAR IN EHACTIS"[5];
- Il quinto quadrante descrive la ritirata degli Angioini da Accadia verso Troia: "HINC TROIAM VERSVS MAGNO CONCVSSA TIMORE/ CASTRA MOVENT HOSTES NE SVBITO PEREANT"[6];
- Il sesto quadrante, infine, narra la presa di Accadia, avvenuta il 9 agosto del 1462: "AQVA DIA FORTEM CEPIT REX FORTIOR VRBEM/ ANDEGAVOS PELLENS VIRIBVS EXIMII"[7] .

Disponendo i quadranti secondo la cronologia degli eventi, abbiamo la sequenza corretta: primo, secondo, sesto, quinto, quarto e terzo quadrante.
Nel quinto quadrante è interessante notare lo squarcio e la palla rimasta incastonata dentro la porta. L'ipotesi più accreditata è che tale porta facesse parte del bottino di guerra che Carlo VIII caricò su una nave per portarlo in Francia. Durante il viaggio, però, egli fu coinvolto in una battaglia con le flotti genovesi, venendo sconfitto. Durante lo scontro, la porta, che molto probabilmente era posta sulla tolda della nave, venne colpita accidentalmente da una cannonata che vi si conficcò all'interno.
I genovesi riuscirono così a sconfiggere Carlo VIII ed a conquistare il bottino che, nel 1495 avrebbero poi rispedito a Napoli.

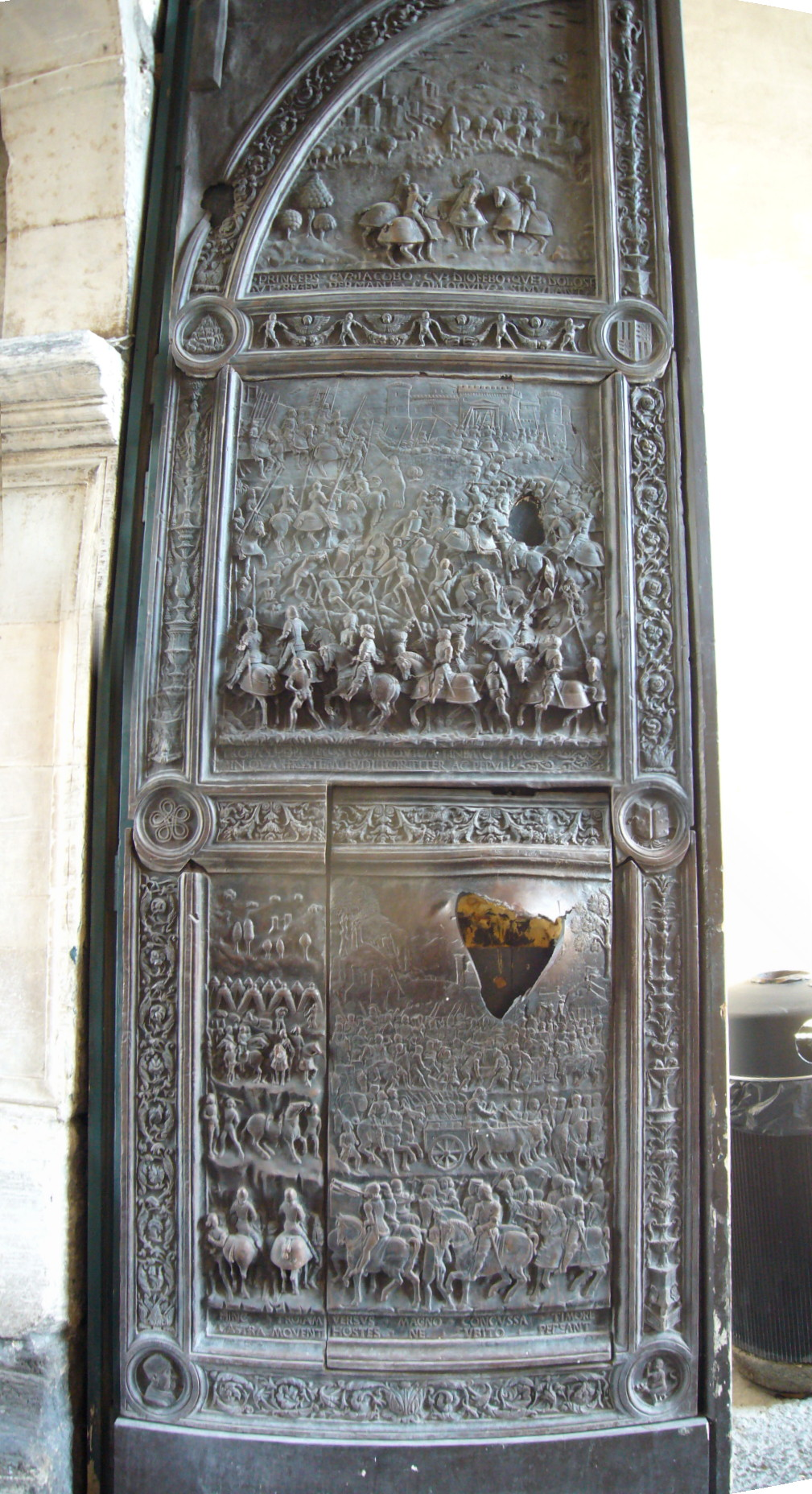
Battente destro della porta, con il primo, il terzo ed il quinto quadrante
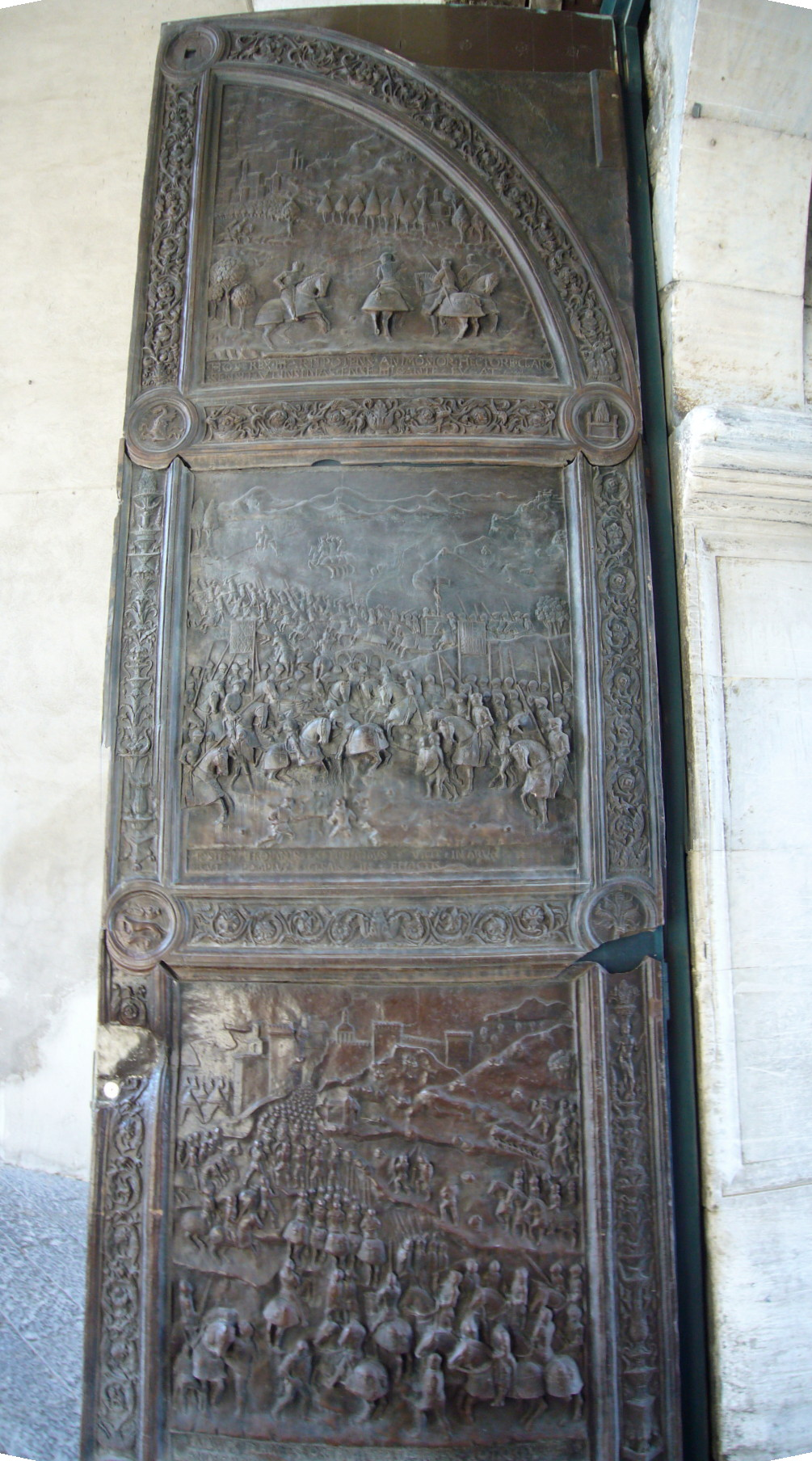
Battente sinistro della porta, con il secondo, il quarto ed il sesto quadrante
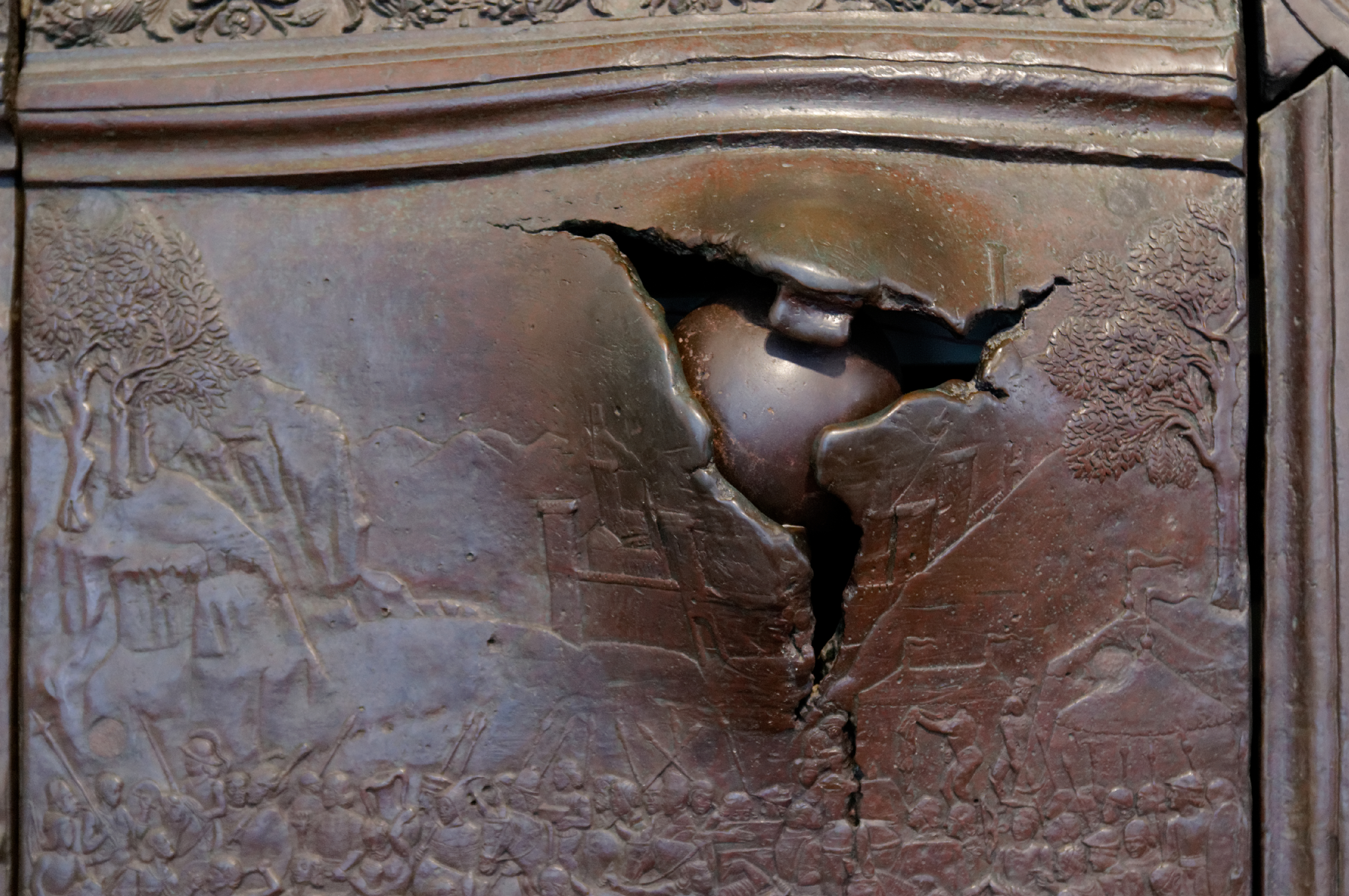
Particolare della palla di cannone